# Saguinus fuscicollis
Saguinus fuscicollis (syn. Leontocebus fuscicollis) är en däggdjursart som först beskrevs av Johann Baptist von Spix 1823. Den ingår i släktet tamariner och familjen kloapor.

## Systematik och utbredning
Inga underarter finns listade i Catalogue of Life. Wilson & Reeder (2005) samt IUCN skiljer mellan 10 underarter.
Den förekommer i Sydamerika. Utbredningsområdet sträcker sig över södra Colombia, östra Ecuador, östra Peru, nordvästra Brasilien och norra Bolivia. Arten vistas främst i låglandet men når i bergstrakter 1200 meter över havet. 

## Utseende
Dess kroppslängd (huvud och bål) är ungefär 22 cm och svansen är cirka 32 cm lång. Vikten varierar mellan 320 och 560 gram. Hos Saguinus fuscicollis förekommer stora färgvariationer mellan olika populationer. Pälsen är oftast mörkbrun till rödbrun och vanligen finns ljusa punkter på ryggen. De nakna öronen är gråa.

## Ekologi
Saguinus fuscicollis habitat utgörs av tropiska regnskogar och andra skogar. Den går på fyra fötter över grenar, klättrar uppför trädstammar och hoppar ibland. Den äter frukt, nektar, insekter och mindre ryggradsdjur, som grodor och ödlor. Liksom hos andra tamariner bildar den flockar med upp till 15 medlemmar. Det finns även blandade grupper med olika arter. I flocken finns ett dominant par som oftast föder tvillingar. Flocken vilar i trädhåligheter eller gömd i tät växtlighet.

## Status och hot
IUCN kategoriserar arten globalt som livskraftig (LC).